# Спрей рикависимости
«Спрей рикависимости» (англ. Rickdependence Spray) — четвёртый эпизод пятого сезона американского мультсериала «Рик и Морти». Сценарий к эпизоду написал Ник Рутерфорд, а режиссёром выступил Эрика Хейс.
Название эпизода отсылает к фильму «День независимости» (1996).
Премьера эпизода состоялась 11 июля 2021 года в блоке Adult Swim на Cartoon Network. Эпизод посмотрели около 956 тысяч зрителей во время выхода в эфир.

## Сюжет
Рик неосознанно использует сперму Морти для создания гигантских монстров из спермы. Президент работает с семьёй Смитов, чтобы уничтожить монстров спермы и определить их местонахождение в Гранд-Каньоне. Рик и Морти разрушают операционную базу королевы спермы и следуют за оставшимися монстрами-сперматозоидами в Лас-Вегас, где правительство поместило гигантскую яйцеклетку Саммер, не подозревая, что сперма принадлежит Морти, чтобы привлечь сперму. Как только Морти рассказывает, что сперма принадлежит ему, американские военные, артисты Вегаса и коннибалы уничтожают большинство из них, но один добирается до яйцеклетки и оплодотворяет её, прежде чем она отправится в космос.
В сцене после титров гигантский инцест-младенец Морти и Саммер парит в космосе и принимает странствующего астронавта за игрушку.

## Отзывы
Зак Хэндлен из The A.V. Club дал эпизоду оценку B-, заявив, что «такое ощущение, что кто-то пишет пародию на шоу, которое уже всего в полшага от самосатиры, и результаты сносные, но совершенно незабываемые». Стив Грин из IndieWire дал эпизоду оценку B-, заявив, что «„Спрей рикависимости“, четвёртая часть впечатляющего до этого пятого сезона, представляет собой 23-минутную сексуальную шутку с привитыми атрибутами научно-фантастического триллера и некоторыми другими знакомыми вещами для хорошей меры».